# Zsigmond-oszlop

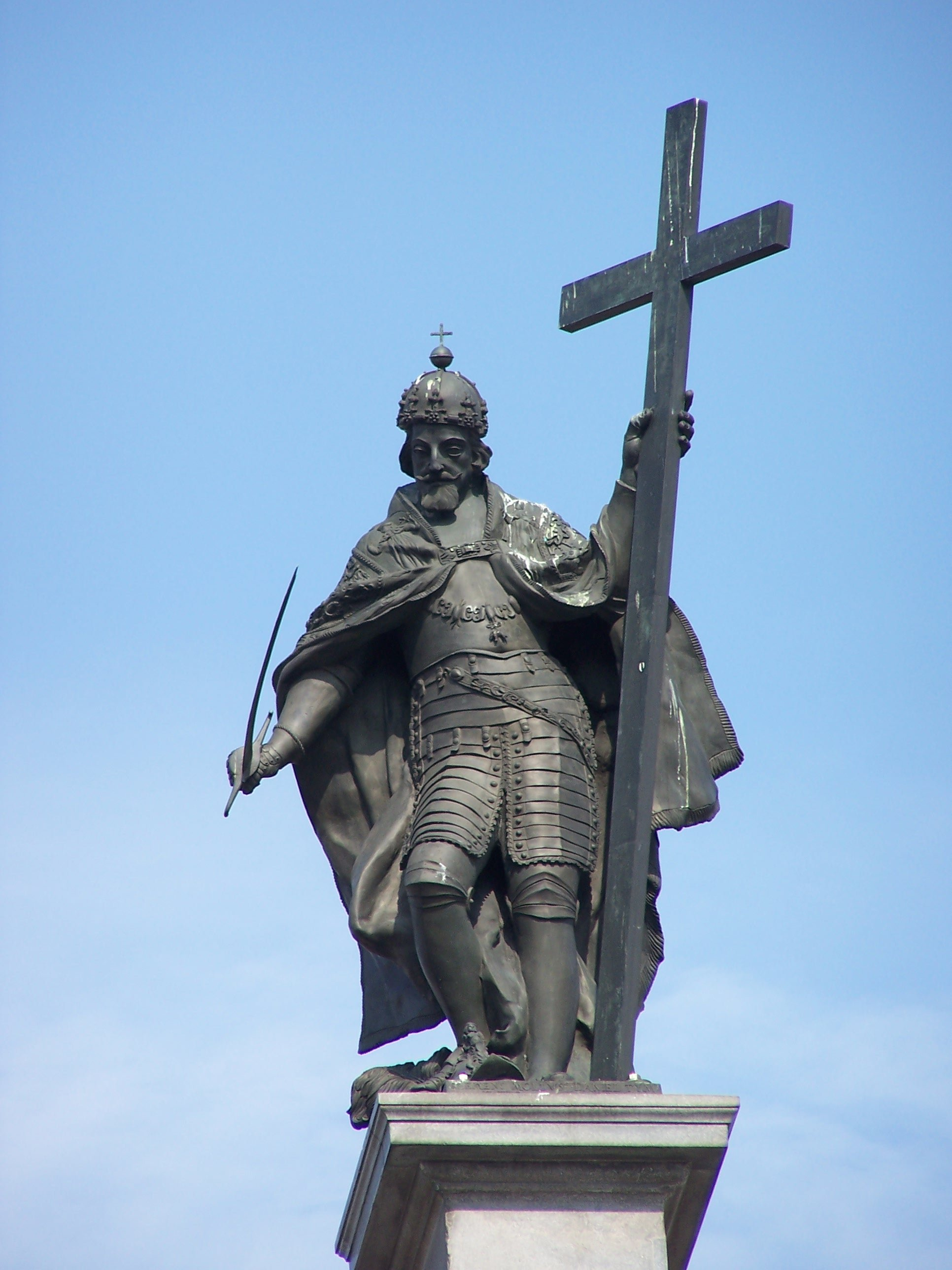

A Zsigmond-oszlop (lengyelül: Kolumna Zygmunta) egy eredetileg 1644-ben felállított szobor a lengyelországi Varsó Óvárosában, a Kastély téren áll. A főváros egyik leghíresebb nevezetessége, valamint az újkori történelem első oszlop alakú világi emlékműve. Az oszlop és a szobor III. Vasa Zsigmond királynak állít emléket, aki 1596-ban Krakkóból Varsóba helyezte át Lengyelország fővárosát.
Az egykor vörös márványból készült, 8,5 m magas korinthoszi oszlopon a királyt ábrázoló, 2,75 m magas, archaikus páncélt viselő szobor áll. A ma már 22 méter magas Zsigmond-oszlopot ma négy sas díszíti. A király páncélba van öltözve, egyik kezében keresztet tart, a másikban pedig kardot forgat. A műemlék szobor Varsó Óvárosával együtt a világörökség része.

## Története

### 17. század
Az 1643 és 1644 között emelt oszlopot Zsigmond fia és utódja, IV. Vasa Ulászló lengyel király király parancsára építették. Albrycht Radziwiłł beszámolója szerint a király döntése alapján lebontották a bernardinus kolostor épületeit, amelyeket a király korábban megvásárolt az emlékmű építése érdekében. A szoboregyüttest az olasz származású építész, Constantino Tencalla és a szobrász Clemente Molli tervezte, és Daniel Tym öntötte. Zsigmond oszlopát a római Santa Maria Maggiore-bazilika előtti, 1614-ben Carlo Maderno tervei alapján felállított Mária-oszlop, valamint a szintén római Phókasz oszlopa mintájára készítették (Ulászló 1625-ös római látogatása során mindkettőt személyesen is látta). Az emlékművet 1644. november 24-én avatták fel ünnepélyesen. Az oszlop az 1656-1657-es svéd háborúk során és a 18. század elején megsérült. Az emlékművet 1681-ben fakerítéssel vették körül, amelyet később állandó vaskerítésre cseréltek.

### 18. és 19. század
Magát a márványoszlopot a következő évszázadokban többször is felújították, ezek közül a legjelentősebb munkálatokat 1743-ban Franciszek Dąbrowski végezte, a következő, 1810-es átalakítást Jozef Boretti vezette építészcsoport felügyelete alatt végezték. 1827-ben az oszlopot körülvevő vasrácsos kerítést vasláncokkal összekötött kőoszlopokra cserélték. 1854-ben Henryk Marconi avízvezetékrendszer kiépítésével kapcsolatban egy szökőkutat tervezett oda, és új környezetet a szobornak. Az oszlop talapzatát öntöttvas korlát vette körül, és négy, August Kiss német szobrász által tervezett, vizet spriccelő triton díszítette. Ezeket a varsói Karol Juliusz Minter gyárban öntötték bronzból. A szökőkutat aztán 1855 áprilisában helyezték üzembe.
1863-ban az oszlopot ismét felújították valamelyest Józef Orłowski vezetésével, de még mindig állagmegóvásra szorult.
Végül 1885 és 1889 között végezték el az emlékmű általános rekonstrukcióját Edward Cichocki irányításával, ekkor egy új gránitoszlopra cserélték az eredeti márványoszlopot. Az új oszlop 1887 januárjában érkezett Varsóba, amelyet a bécsi Union-Baugeselschaft szállított, és 10 kőfaragó alakította ki a megjelenését. A munkát Jan Kaindl és 4 olasz szakember felügyelte. Felújították a király szobrát és az emlékmű többi elemét. 1887 szeptemberében aztán Edward Cichocki építész és Bolesław Syrewicz szobrász vigyázó tekintete mellett  ismét Zsigmond király foglalta el az oszlop csúcsát. Minden eredeti fém alkatrészt megőriztek, a felállításhoz használt állványzatból származó fenyőfát, amely az előzetes gyantakezelés nélkül kivágott fákból származott, Sokrates Starynkiewicz városi elnök döntése alapján a Szent István-templom építésére használták fel. Az első oszlop pedig az Ipari és Mezőgazdasági Múzeum udvarára került, ahol megtekinthető volt.

### 20. század
1927 és 1930 között az emlékművet ismét felújították, és az eredeti megjelenését visszaállították, amikor a szökőkutat és a körülötte lévő kerítést eltávolították.
A szobrot a varsói felkelés során, 1944. szeptember 1-ről 2-ra virradó éjszaka rombolták le a nácik. A király szobra azonban úgy zuhant a földre, hogy nem sérült meg súlyosan. Csak a bal kar alkarjának egy része törött le a kereszttel és a szablyával. Az emlékmű megmaradt bronz elemei közül a koszorús sasok, a III. Ágost uralkodása idején a konzerválás során elhelyezett emléktábla, valamint a talapzatról két - a nyugati és az északi - emléktáblája veszett el. A megrongálódott szobrot szánon szállították a Szent Anna-templomba. 1945 tavaszán a Nemzeti Múzeumban a Varsói vádak című kiállításon állították ki.
Formálisan az emlékmű újjáépítésének kezdeményezői a fémipar munkásai voltak, akikhez csatlakoztak az építőipar, a kerámiaipar és a kapcsolódó és vegyipar szakszervezetei. Februárban megalakult az Újjáépítési Bizottság, amelynek vezetője Henryk Golański volt. Az oszlop újjáépítésének tervét Stanisław Żaryn készítette el. Az öntvény hiányzó részeit a Łopieński testvérek cége egészítette ki Józef Gase szobrász tervei alapján, a kőmunkákat pedig a J. Fedorowicz cég végezte. Az új oszloptörzs strzegomi gránitból készült, amelyet 1948 nyarán szereztek be. Ezt 1948 októberében vasúton Varsóba szállították, és a megmunkálás egészen 1949 márciusáig tartott. Az oszlop csiszolására egy speciális barakkban került sor a Krakowskie Przedmieście-ben. 1949-től a korábbi oszlopok eredeti törött darabjai ma is láthatóak a királyi kastély mellett.

## Felirata
A talapzat Krakowskie Przedmieście felé néző oldalán egy bronztábla található, amelyen a következő latin szöveg olvasható:

„HONORI·ET·PIETATI
SACRAM·STATVAM·HANC·SIGISMVNDO·III·VLADISLAVS·IV
NATURA·AMORE·GENIO·FILIVS
ELECTIONE·SERIE·FELICITATE·SVCCESSOR
VOTO·ANIMO·CVLTV·GRATVS
PATRI·PATRIAE·PARENTI·OPT: MER: ANNO·DNI·MDCXLIII PONI·IVSSIT·CVI·IAM
GLORIA·TROPHEVM·POSTERITAS·GRATITVDINEM
AETERNITAS·MONVMENTVM·POSVIT·AVT·DEBET”

A másik bronztábla feliratának jelentése: „III. Zsigmond király, szabad választás alapján Lengyelország királya, származás, öröklés és törvény alapján Svédország királya, békeszeretetben és hírnévben a királyok között az első, háborúban és győzelmekben senkihez sem alábbvaló, foglyul ejtette a cárt és a moszkvai főurakat, meghódította a fővárost és a földeket [Moszkva], legyőzte az orosz sereget, visszaszerezte Szmolenszket, megtörte a török hatalmat Hotinnál, negyvennégy évig uralkodott, a negyvennegyedik király.”

## Galéria

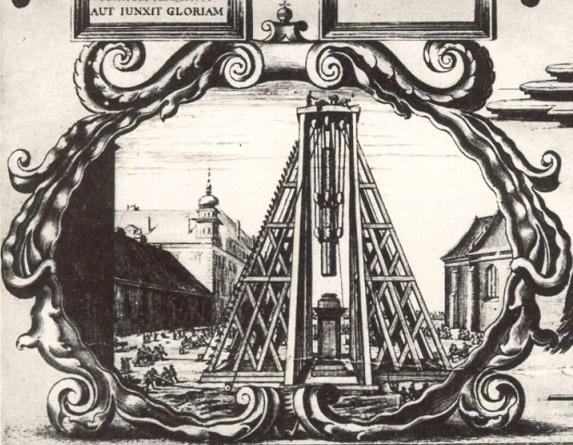
Az oszlop felállítása 1646-ban
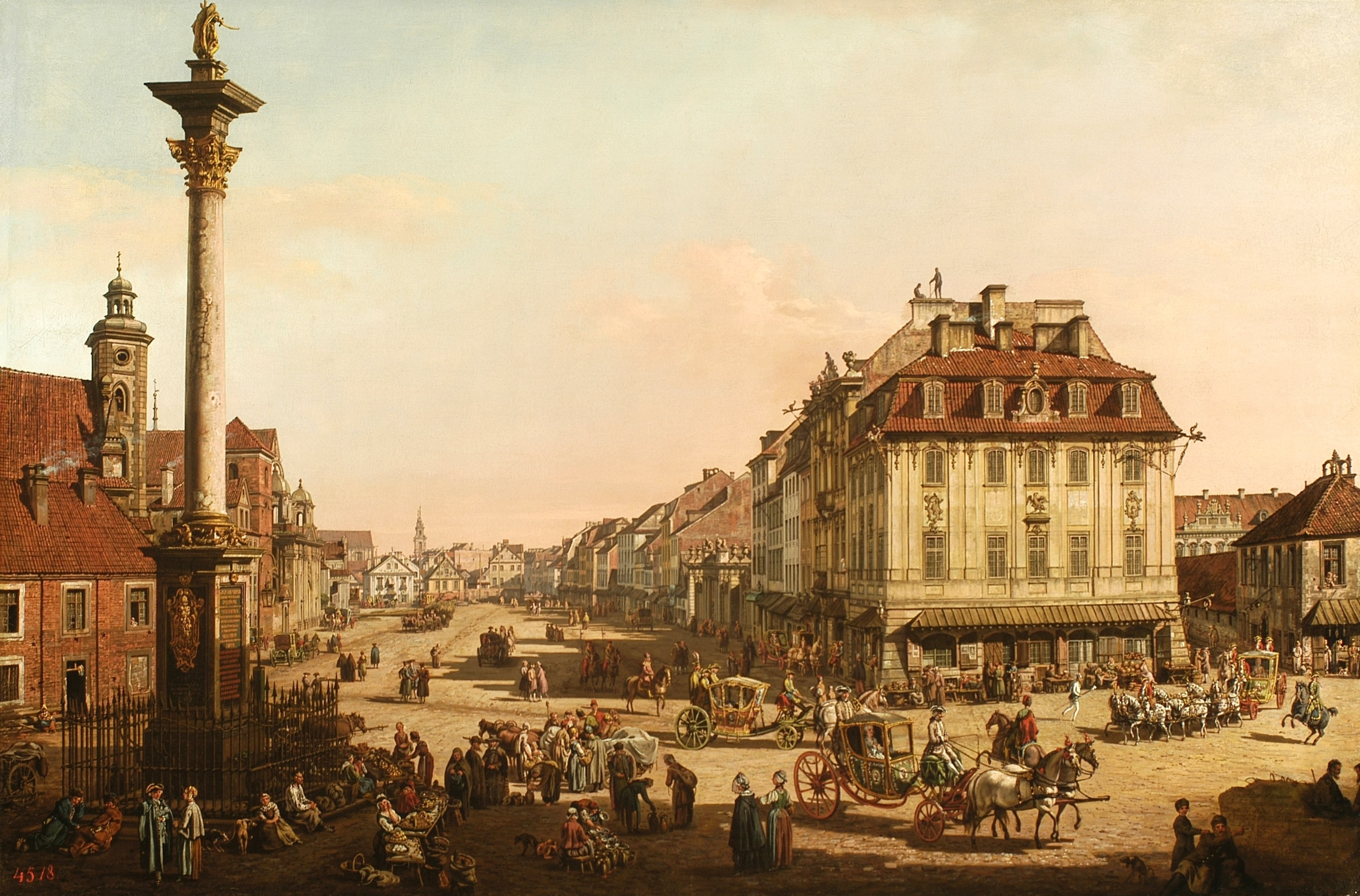
Bernardo Bellotto 1767-es festményén
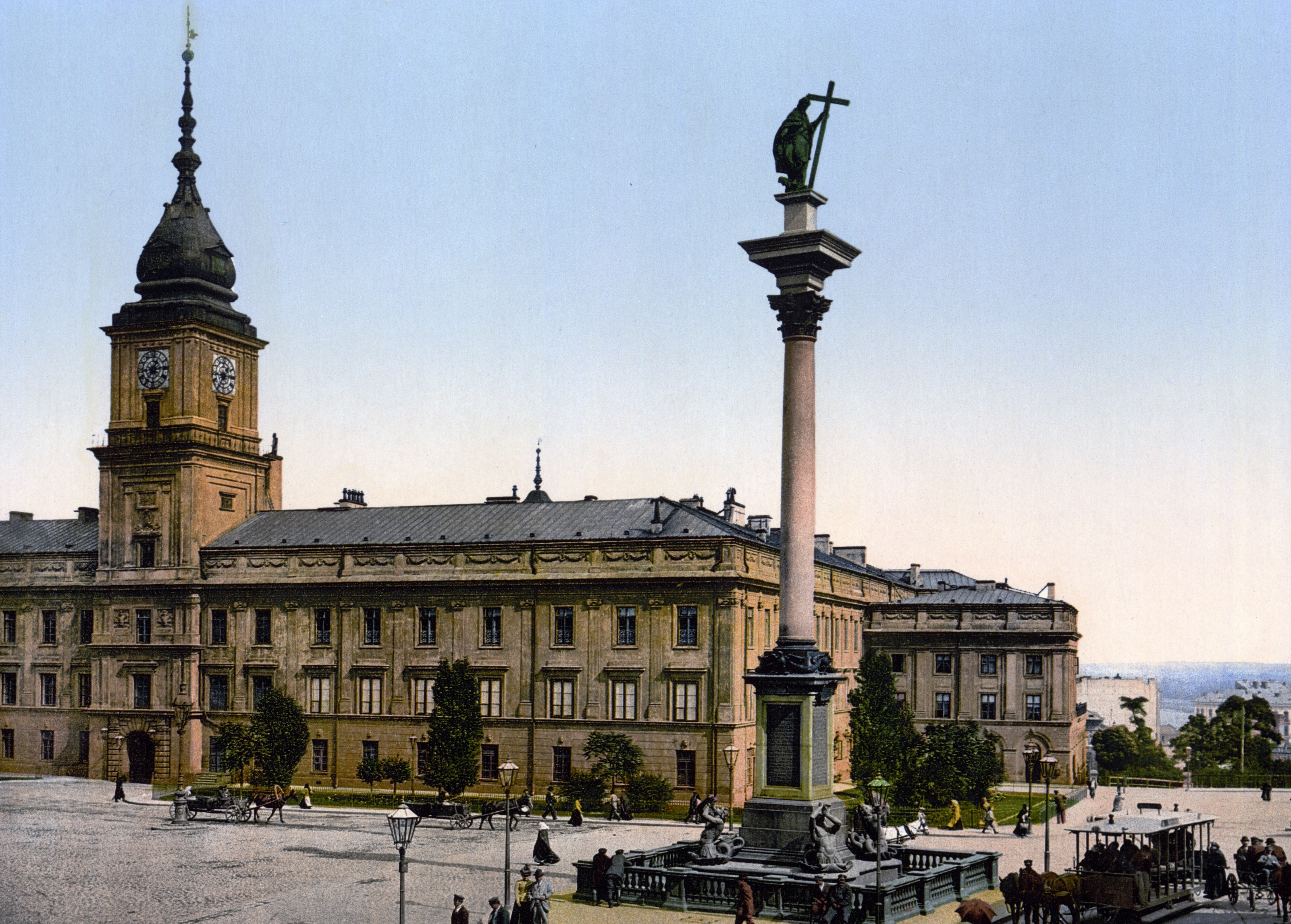
1905-ben
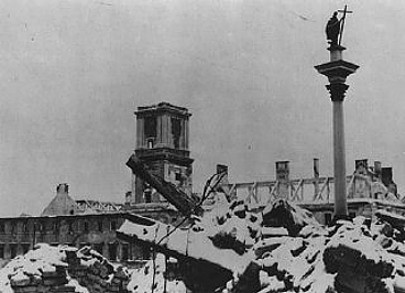
1941-ben a királyi palota romjaival
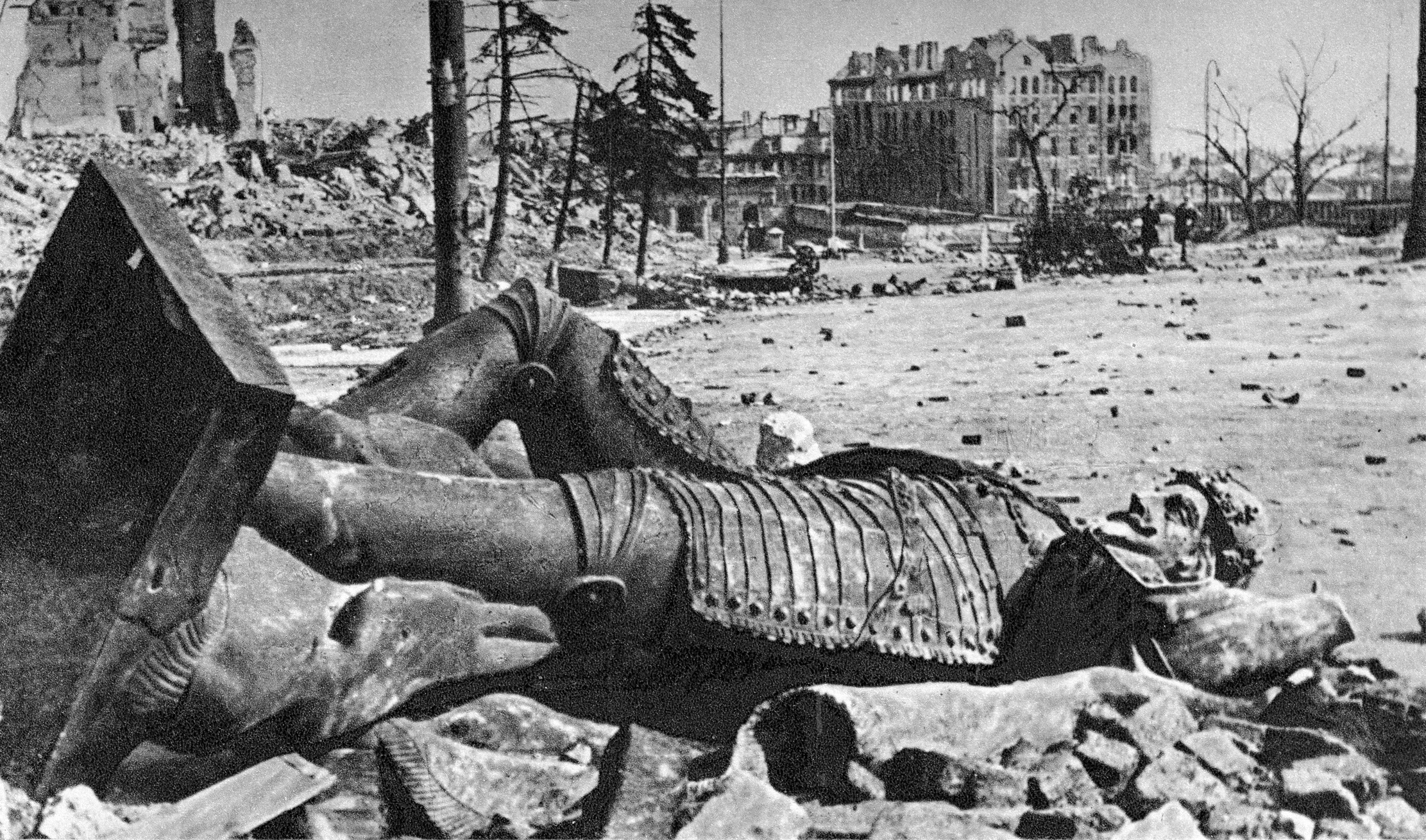
A ledöntött szobor 1945-ben
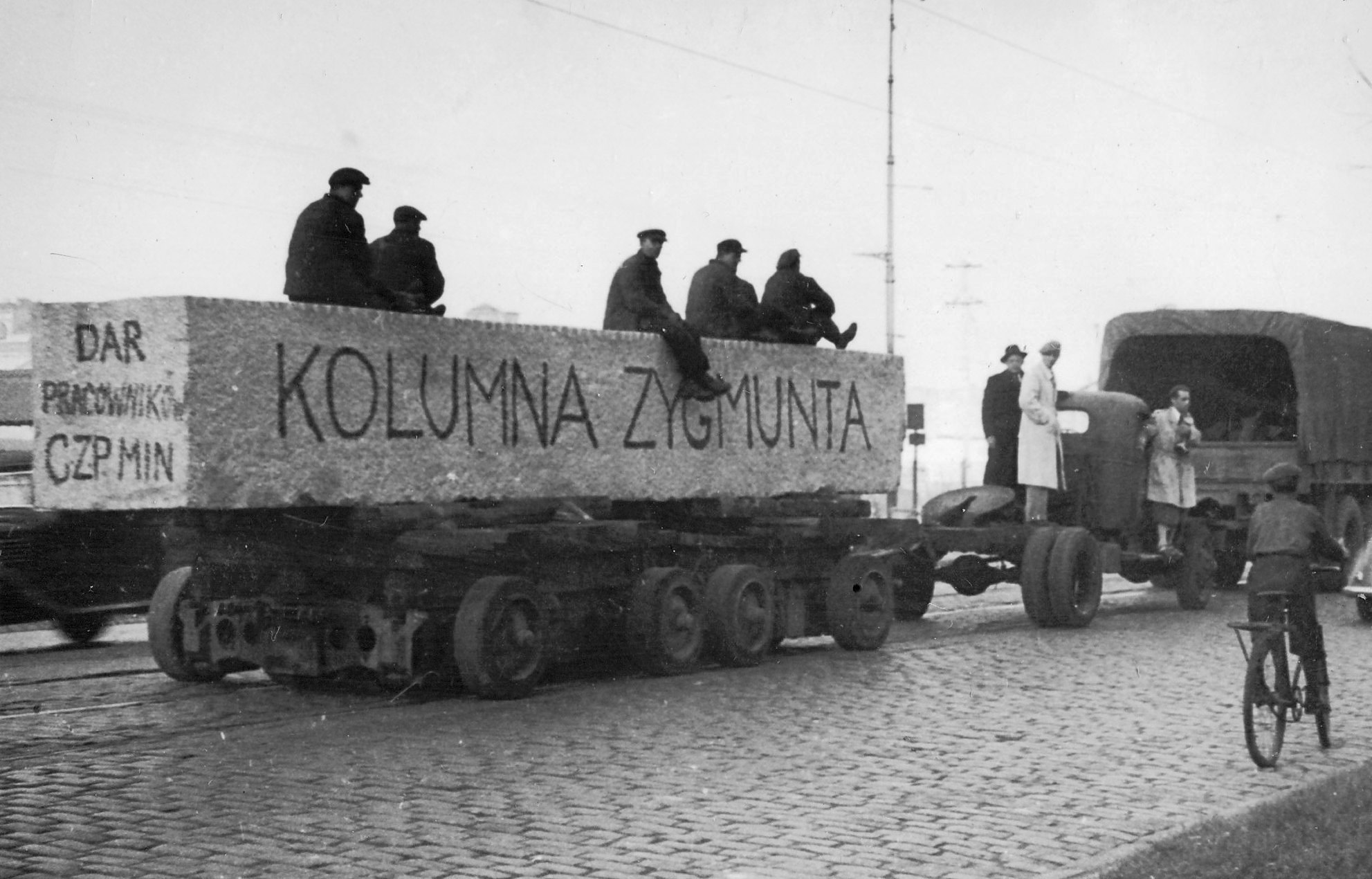
Az új oszlop faragatlan gránittömbjének szállítása
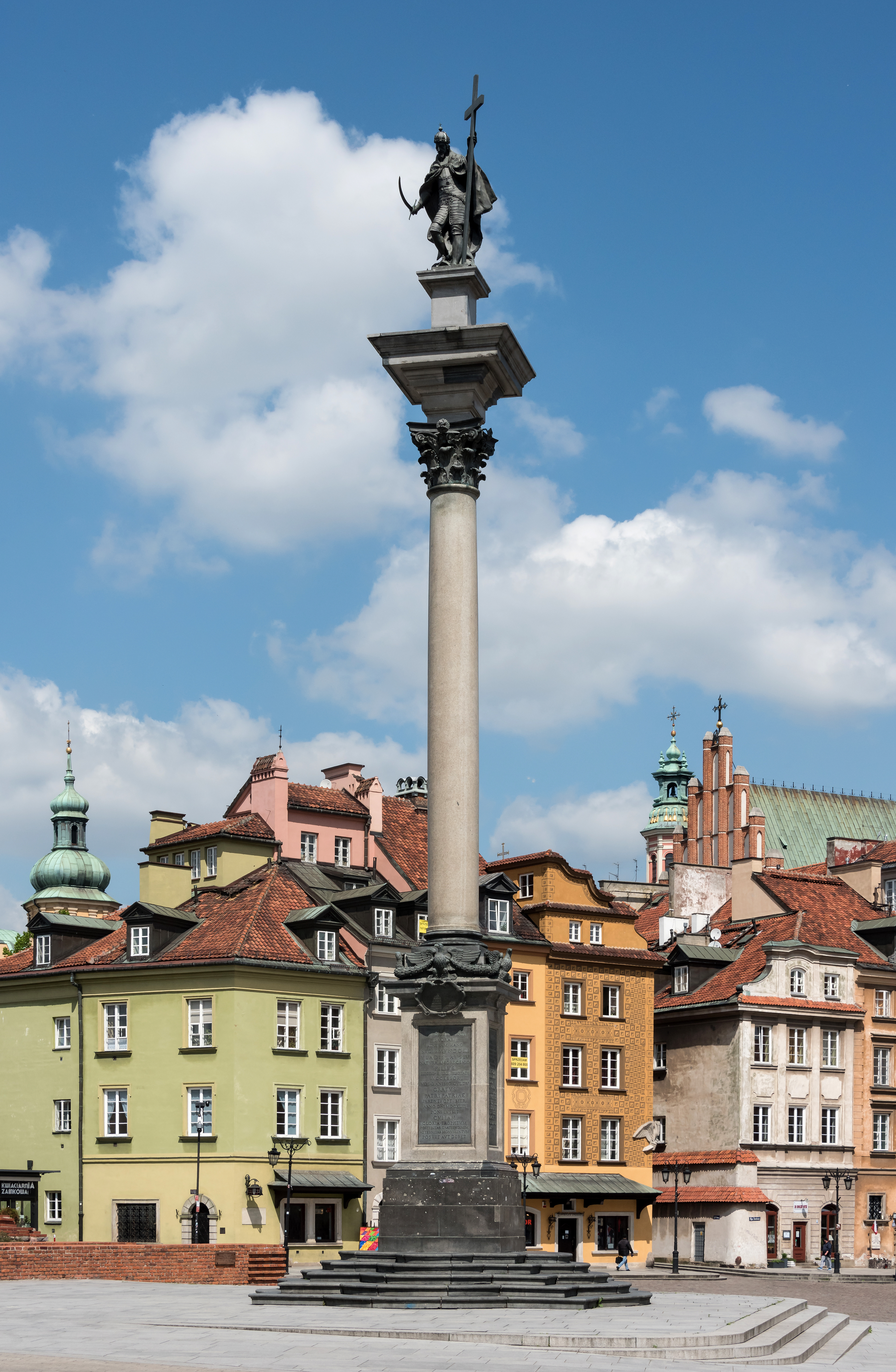
Az oszlop 2020-ban
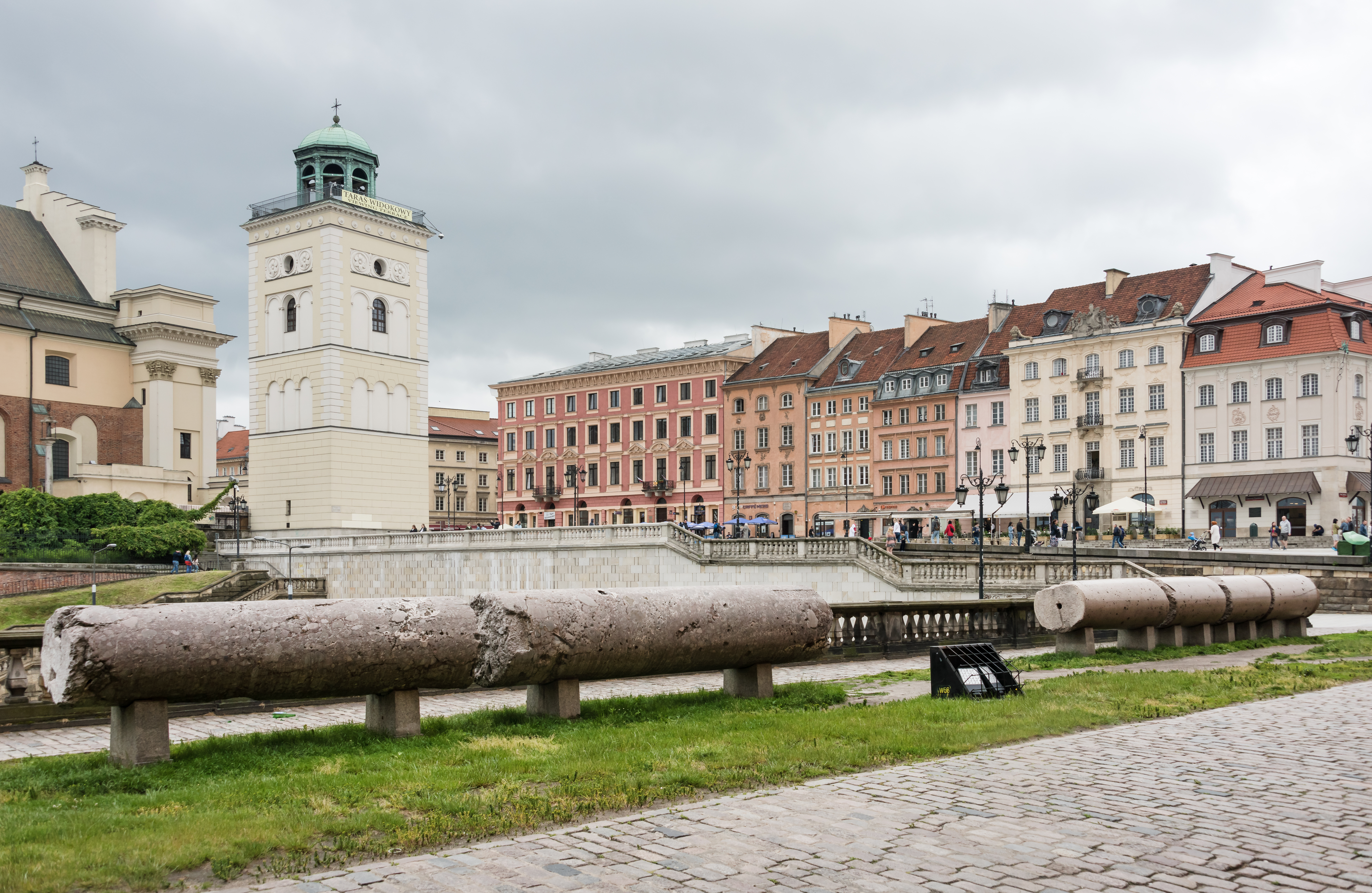
Az előző két oszlop darabjai

## Fordítás
- Ez a szócikk részben vagy egészben  a   Kolumna Zygmunta III Wazy című lengyel Wikipédia-szócikk ezen változatának fordításán alapul.  Az eredeti cikk szerkesztőit annak laptörténete sorolja fel. Ez a jelzés csupán a megfogalmazás eredetét és a szerzői jogokat jelzi, nem szolgál a cikkben szereplő információk forrásmegjelöléseként.
- Ez a szócikk részben vagy egészben  a   Sigismund's Column című angol Wikipédia-szócikk ezen változatának fordításán alapul.  Az eredeti cikk szerkesztőit annak laptörténete sorolja fel. Ez a jelzés csupán a megfogalmazás eredetét és a szerzői jogokat jelzi, nem szolgál a cikkben szereplő információk forrásmegjelöléseként.